# 遠山綱景
遠山 綱景（とおやま つなかげ）は、戦国時代の武将。後北条氏の家臣。武蔵遠山氏の当主。遠山直景の子。
『小田原衆所領役帳』にて、江戸衆筆頭に列せられ、相模西郡松田や曽比郷、相模中郡金目郷などに約963貫（武蔵葛飾郡にも飛び地があり合わせると1242貫）を知行した。

## 生涯
永正10年（1513年）頃、北条氏の重臣・遠山直景の子（長男とも）として誕生。主君の北条氏綱から偏諱（綱の一字）を賜い、綱景と名乗る。
天文2年（1533年）に父・直景が死去すると、家督と江戸城代の地位を引き継ぎ、下総方面の軍事行動を担った。なお、江戸城代は3人置かれており、本丸には富永氏、三の丸には太田氏が寄っており、遠山氏は二の丸にあった。そのため、本丸の富永を城代の首席であるとする見方があるが、同時代の資料（宗牧の記述）によれば、遠山氏を城代として重きを置いているという。
天文7年（1538年）に北条家が葛西城を攻略すると、葛西地域に1,000貫文近い所領が与えられた。
天文10年（1541年）に氏康が当主となった頃には有力家老となっており、天文19年（1550年）または20年（1551年）に大道寺盛昌が死去すると、綱景が筆頭家老的な立場になった。
天文13年（1544年）に連歌師の宗牧を呼び、連歌の会を催したことが記録に残っている。当時の関東は田舎であり、文化の中心地である京とはかけ離れた土地であったが、そのようなところで連歌の会を開いたことは、綱景の教養の高さや連歌師を呼べるだけの北条家中における地位を端的に表している。
天文15年（1546年）3月には扇谷上杉家の宿老である岩付城主・太田全鑑の北条家従属に貢献した。また、この従属をうけて全鑑の娘が綱景の嫡子・藤九郎に嫁し、綱景は岩付太田家への指南を務めた。
また、武田家への取次を務め、天文20年（1551年）には西堂丸と黄梅院の婚約の為に武田家へ派遣されている。天文23年（1554年）12月には黄梅院の請取を松田盛秀と桑原盛正と共に担当した。
弘治2年（1556年）4月に結城政勝への援軍として太田資正と共に派遣され、小田家との合戦に勝利した（常陸海老島・大島台合戦）。
永禄元年（1558年）の古河公方・足利義氏の鶴岡八幡宮参詣においては、葛西城を管轄し、取次を務めた綱景が義氏を先導した。続く氏康邸御成においては氏康の宿老として、義氏へ御礼を進上している。
永禄7年（1564年）、娘婿でもあり、同じく江戸衆寄親でもあった太田康資が里見家の進軍を受け、北条家から離反した。康資離反に反応した北条家の葛西領進軍によって発生した第二次国府台合戦において、綱景は子の隼人佐と富永康景とともに先陣を務めたが、里見家の攻撃を受け、隼人佐と康景とともに戦死した。
綱景と嫡男であった次男・隼人佐（長男・藤九郎はそれ以前に死去）が戦死したため、家督は出家していた四男（後の遠山政景）が還俗して継ぎ、江戸城代と江戸衆寄親を務めた。なお、政景の家系は小田原征伐により没落するが、舎人経忠に嫁いだ娘は夫の死後、嫡男の勇丸を連れて大道寺政繁と再婚し4人の男子を生んだ。勇丸は養子となり、大道寺直英を名乗った。また、政繁の四男の大道寺直次が一時、遠山長右衛門と名乗ったが、江戸幕府の旗本千石に任じられた際に大道寺に復姓した。

## その他
『太田家記』や『関八州古戦録』によると綱景は、鉄の棒を振り回し人馬もろとも殺し回る康資を見て「人を討つのは構わない。しかし、馬に罪はない。（馬を殺して）無用の罪を作るとは何事か」と咎めたところ、康資によって鉄の棒で打ち殺されたという。このことを康資から聞いた法性院（綱景の娘、康資の妻）は、下人に命じて深田の中にあった綱景の亡骸を探し出し、泥にまみれながら葬礼を行ったとされる。